# Плави танг
Плави танг (Paracanthurus hepatus) је врста која припада индо-пацифичкој породици Acanthuridae. Ова врста живи у акваријуму и једини је члан рода Paracanthurus.

## Опис
има тело краљевски плаве боје и жут реп. Доњи део тела је жут само код примерака који живе у западно-централном делу Индијског океана. Ова врста може да расте до 30 cm. Ова риба је прилично пљосната, са кружним обликом тела и шпицастим носем. Има 9 дорзалних пршљенова, 26-28 перјаних зрака, 3 анална пршљена и 24-26 аналних перјаних зрака.

## Екологија
Распростањеност ове врсте је широка, али нигде није честа. Може се наћи широм индо-пацифичког региона. Може се наћи на гребенима источне Африка, Јапана, Самое, Нове Каледоније, и Великог коралног гребена. Ова врста је један од најчешћих и најпопуларнијих морских акваријумских рибица целог света. Она живи у паровима или у малим групама до 10 или 12 рибица. Ове рибе достижу полну зрелост кроз 9-12 месеци. 
Према листи Међународне уније за заштиту природе (ИУЦН) ова врста је означена као најмање угрожена.

## Исхрана
Пре полне зрелости исхрана се састоји углавном од планктона. Одрасле јединке су сваштоједи и хране се планктоном и алгама. Мрест се дешава у касним поподневним и вечерњим сатима. Овај догађај прати промена боје од тамноплаве до бледоплаве. Ова врста је заслужна за здравље корала, с обзиром на то да се храни алгама, које би иначе својим претераним растом угушиле корал.

## Животни циклус
Мужјаци се агресивно удварају женкама, што доводи до брзог мрешћења и кретања ка површини воде, током којег се јаја и сперма ослобађају. Јајашца су мала, око 0,8 мм у пречнику. Јајашца су пелашка, од којих свако садржи једну капљицу уља која служи за плутање. Оплођена јаја се излежу за 24 сата, откривајући мале, провидне ларве са сребрним абдоменима и закржљалим репним пршљеновима. Могу такође да постану полу-провидне, када су у опасности или у мрачним местима.

## Значај за човека
Ова врста је од малог комерцијалног значаја за рибарство, али се може користити као мамац. Месо има снажан мирис и није посебно цењено. Оба риба може код људи да доведе до тровања звано сигуатера. Користи се као декоративна рибица у акваријумима. Руковање овом рибом може довести до тешких посекотина због оштрог репног дела кичме. Бодље, које се налазе са обе стране репног пераја, избацују се из тела када се риба узнемири. Брзи, млатарајући бочни покрети репа могу произвести дубоке ране које имају као последице оток и дисколорације, што може довести до инфекције. Сматра се да неке врсте породице Acanthurus имају жлезде које производе отров, док друге не. Бодље се користе само као начин заштите од предатора.

## Живот у акваријуму
Ова врста се често јавља у продавницама као украсна рибица, упркос чињеници да је једна од осетљивијих риба. Конкретно, захтева спирулину, на којој се храни, и може достићи величину од 30 cm. Поред тога, склона је паразитским инфекцијама и болестима бочне линије.

## У популарној култури
У Дизнијевом/Пиксаровом филму из 2003. године, У потрази за Немом и његовом наставку из 2016, У потрази за Дори, главни лик Дори (којој глас даје Елен Деџенерес) је припадник ове врсте.